# Mireille Darc
Mireille Darc, născută Mireille Aigroz, (n. 15 mai 1938, Toulon, Franța – d. 28 august 2017, Paris, Métropole du Grand Paris, Franța) a fost o actriță franceză de film.

## Biografie
S-a născut pe 15 mai 1938. A fost model și actriță și partenerul de viață pentru o perioadă îndelungată a lui Alain Delon. Este cunoscută publicului pentru apariția în filmul Week End, regizat de Jean-Luc Godard în 1967. A urmat cursurile Academiei de Artă din Toulon și a plecat la Paris în 1959. Debutul și l-a făcut în La Grande Brétèche, a lui Claude Barma. Primul rol principal a venit în 1961, în filmul Hauteclaire al lui Jean Prat. A jucat rolul Christine în Le Grand Blond. A urmat seria producțiilor în care l-a avut ca partener pe Alain Delon, L'Homme pressé, Pouic-Pouic, Les Bons Vivants, Mort d'un pourri, Madly, Jeff, Les Seins de glace, Il était une fois un flic, Borsalino și serialul de televiziune Frank Riva. În 1980 cariera sa a cunoscut o întrerupere bruscă pentru că a fost victima unui accident de mașină în urma căruia a trebuit să fie operată pe cord deschis. Mai mult, în acea perioadă s-a despărțit și de Alain Delon după 15 ani și a renunțat complet la cariera sa. A revenit însă în televiziune în 1990. În 2006, Președintele francez Jacques Chirac a decorat-o cu Medalia de Onoare.
A decedat la 28 august 2017.

## Filmografie
- 1963 Puic, Puic (Pouic-Pouic), regia Jean Girault
- 1963 Les veinards, segmentul Le vison
- 1964 Domnul (Monsieur), regia Jean-Paul Le Chanois
- 1964 Vânătoarea de bărbați (La Chasse à l'homme), regia Édouard Molinaro
- 1969 Monte Carlo (Monte Carlo or Bust!), regia Ken Annakin
- 1973 Valiza (La Valise), regia Georges Lautner
- 1972 A fost odată un polițist (Il était une fois un flic), regia Georges Lautner
- 1972 Marele blond cu un pantof negru (Le Grand Blond avec une chaussure noire), r. Yves Robert
- 1973 Nu iese fum fără foc (Il n'y a pas de fumée sans feu), regia André Cayatte
- 1974 Întoarcerea marelui blond (Le retour du grand blond), regia Yves Robert
- 1977 Alibi pentru un prieten (Mort d'un pourri), regia Georges Lautner
- 1981 Afacerea Pigot (Pour la peau d'un flic), regia Alain Delon